# Olympische Sommerspiele 1984/Teilnehmer (Tunesien)
| Gelbes Symbol für Goldmedaillen mit stilisierten Olympischen Ringen | Graues Symbol für Silbermedaillen mit stilisierten Olympischen Ringen | Braundes Symbol für Bronzemedaillen mit stilisierten Olympischen Ringen |
| ------------------------------------------------------------------- | --------------------------------------------------------------------- | ----------------------------------------------------------------------- |
| —                                                                   | —                                                                     | —                                                                       |

Tunesien nahm an den Olympischen Sommerspielen 1984 in Los Angeles, USA, mit einer Delegation von 23 Sportlern (22 Männer und eine Frau) teil. Flaggenträger bei der Eröffnungsfeier war Fethi Baccouche.

## Teilnehmer nach Sportarten

### Boxen
- Noureddine Boughanmi
Federgewicht: 17. Platz

- Lotfi Belkhir
Halbweltergewicht: 5. Platz

- Khemais Refai
Weltergewicht: 9. Platz

### Gewichtheben
- Taoufik Maaouia
Bantamgewicht: DNF

- Hatem Bouabid
Leichtgewicht: DNF

### Judo
- Hassan Ben Gamra
Leichtgewicht: 13. Platz

- Abdel Majid Senoussi
Halbschwergewicht: 13. Platz

- Bechir Kiiari
Offene Klasse: 7. Platz

### Leichtathletik
- Mohamed Alouini
800 Meter: Viertelfinale
1500 Meter: Vorlauf

- Fethi Baccouche
5000 Meter: Vorlauf
3000 Meter Hindernis: 12. Platz

### Schwimmen
- Faten Ghattas
Frauen, 100 Meter Freistil: 35. Platz
Frauen, 100 Meter Schmetterling: 25. Platz
Frauen, 200 Meter Schmetterling: 25. Platz
Frauen, 200 Meter Lagen: 23. Platz

### Volleyball
- Herrenmannschaft
9. Platz

- Kader
Abdel Aziz Ben Abdallah
Adel Khechini
Chebbi Mbarek
Faycal Laridhi
Msaddak Lahmar
Mohamed Sarsar
Mounir Barek
Rashid Bousarsar
Razi Mhiri
Slim Mehrizi
Walid Boulahya
Yassine Mezlini